# Бізачча
Бізачча (італ. Bisaccia) — муніципалітет в Італії, у регіоні Кампанія,  провінція Авелліно.
Бізачча розташована на відстані близько 260 км на схід від Рима, 100 км на схід від Неаполя, 55 км на схід від Авелліно.
Населення — 3835 осіб (2014).
Щорічний фестиваль відбувається 13 червня. Покровитель — святий Антоній Падуанський.

## Демографія
Населення за роками:

Станом на 1 січня 2023 року в муніципалітеті офіційно проживали 132 іноземці з 28 країн, серед них 52 громадяни країн Євросоюзу.

## Сусідні муніципалітети
- Андретта
- Акуїлонія
- Калітрі
- Гуардія-Ломбарді
- Лачедонія
- Скампітелла
- Валлата